# 閩中食品
中國閩中有機食品（新加坡）有限公司，簡稱“中國閩中有機食品（新加坡）”、“中國閩中有機食品”，以及“閩中食品”（英語：China Minzhong Food Corporation Limited，SGX：K2N），前身是1971年創立的「城厢脱水厂」，當時廠房位於福建省泉州市安溪縣城厢镇凤山街。董事長及總裁為林國榮。
主要業務经营保鲜、速冻、冻干、烘干、腌渍蔬菜（食用菌）和蔬菜（食用菌）罐头制品、果蔬汁饮料及地方特色的兴化方便米粉、枇杷丹、枇杷膏及桂圆膏。主要銷售至欧洲、南美、智利、俄罗斯等地。
股份在2010年4月15日於新加坡交易所主板上市。總部位於福建省莆田市荔城区六城门外。招股價為1.2坡元，所有發售股份數目197,344,000股，集資額為2.36億坡元，而新加坡政府投资公司己開始持有32.6%，華僑銀行持有5%股權。也是首家脫水食品行業上市公司企業。
2013年9月2日第一太平旗下Indofood表示，將以每股1.12新加坡元（折合約6.82港元），收購中國閩中食品全部股份，估值約在7.34億坡元（約44.7億港元）。公司目前持有中國閩中食品33.49%左右股份。